# Liste von Terroranschlägen in Südafrika
Die ist eine Liste von Terroranschlägen in Südafrika seit Ende der Apartheid 1994.

## Erläuterung
In der Spalte Politische Ausrichtung ist die politische bzw. weltanschauliche Einordnung der Täter angegeben: faschistisch, rassistisch, nationalistisch, nationalsozialistisch, sozialistisch, kommunistisch, antiimperialistisch, islamistisch (schiitisch, sunnitisch, deobandisch, salafistisch, wahhabitisch), hinduistisch. Bei vorrangig auf staatliche Unabhängigkeit oder Autonomie zielender Ausrichtung ist autonomistisch vorangestellt, gefolgt von der Region oder der Volksgruppe und ggf. weiteren Merkmalen der Täter: armenisch, irisch (katholisch), kurdisch, tirolisch, tschetschenisch, dagestanisch, punjabisch (sikhistisch), palästinensisch, paschtunisch.
- Wenn die Zahl der Opfer 20 oder mehr beträgt, wird sie fett dargestellt. Wenn die Zahl der Opfer 50 oder mehr beträgt, wird sie außerdem unterstrichen.
- Die Zahl bei den Anschlägen getöteter/verletzter Täter ist in Klammern ( ) gesetzt.

## Liste
| Datum/Beginn       | Ort          | Artikel/Quelle(n)                | Täter | Politische Ausrichtung                                               | Mittel                                  | Ziel                                       | Tote | Verletzte | Hintergrund |
| ------------------ | ------------ | -------------------------------- | --- | -------------------------------------------------------------------- | --------------------------------------- | ------------------------------------------ | ---- | --------- | ----------- |
| 27. März 1994      | Natal        | [ 1 ]                            | Inkatha Freedom Party | föderalistisch, konservativ, zulu-nationalistisch, antikommunistisch | Pistole(n)                              | ANC-Unterstützer                           | 26   | 0         |             |
| 28. März 1994      | Johannesburg | [ 2 ] [ 3 ]                      | ANC-Sicherheitsmänner | nationalistisch, sozialdemokratisch                                  | Pistole(n), Automatische Schusswaffe(n) | Inkatha-Freedom-Party-Mitglieder           | 53   | 173       |             |
| 24. April 1994     | Johannesburg | [ 4 ]                            | Weiße Extremisten |                                                                      | Sprengstoff                             | Stadtzentrum                               | 7    | 92        |             |
| 25. April 1994     | Pretoria     | [ 5 ]                            | Weiße Extremisten |                                                                      | Sprengstoff                             | Restaurant                                 | 2    | 29        |             |
| 26. April 1994     | Germiston    | [ 6 ] [ 7 ]                      | |                                                                      | Sprengstoff                             | Taxistand                                  | 10   | 41        |             |
| 26. August 1994    | Umlazi       | [ 8 ]                            | |                                                                      | Granate                                 | Lokal in Wanderarbeiter-Herberge           | 2    | 38        |             |
| 16. Oktober 1994   | Khayelitsha  | [ 9 ]                            | |                                                                      | Automatische Schusswaffen               | Taxifahrer                                 | 10   | 23        |             |
| 28. Januar 1995    | Daveyton     | [ 10 ]                           | |                                                                      | Granate                                 | Bar                                        | 2    | 35        |             |
| 25. Dezember 1995  | Izingolweni  | [ 11 ]                           | vermutlich IFP | föderalistisch, konservativ, antikommunistisch, nationalistisch      | Schuss- und Stichwaffen                 | Dorf, Zivilisten                           | 14   | 20        |             |
| 24. Dezember 1996  | Worcester    | Bombenanschlag in Worcester 1996 | Nicolaas Clifton Barnard, Abraham Liebrecht Myburgh, Johannes Benjamin Van der Westhuizen (Afrikaner Weerstandsbeweging) | rechtsextremistisch, neonazistisch, nationalistisch                  | 2 Sprengsätze                           | Supermarkt und Apotheke in Einkaufszentrum | 4    | 67        |             |
| 26. August 1998    | Kapstadt     | Anschlag in Kapstadt 1998        | MAGO |                                                                      | Sprengstoff                             | Restaurant                                 | 1    | 27        |             |
| 15. September 2015 | Westkap      | [ 18 ] [ 19 ]                    | |                                                                      | Molotowcocktails                        | Bus                                        | 2    | 32        |             |